# 캐서린 헵번의 작품 목록

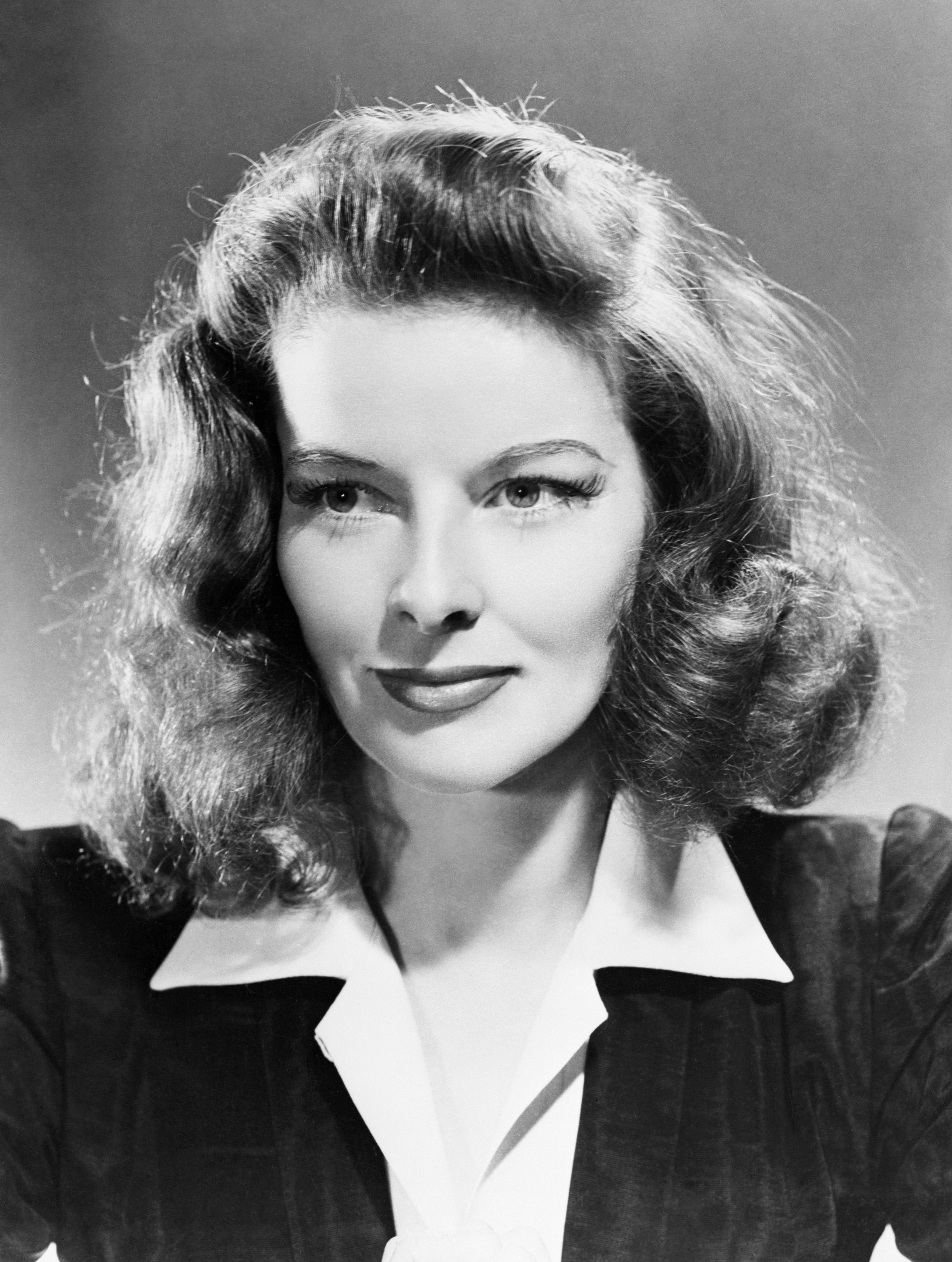

다음 목록은 캐서린 헵번의 작품의 목록이다.

## 영화
| 연도 | 작품                | 원제                   | 배역                | 감독             | 출연                                    |
| ---- | ------------------- | ---------------------- | ------------------- | ---------------- | --------------------------------------- |
| 1932 | 이혼 청구서         | A Bill of Divorcement  | 시드니 페어필드     | 조지 큐커        | 존 베리모어, 빌리 버크                  |
| 1933 | 크리스토퍼 스트롱   | Christopher Strong     | 신디아 데링턴       | 도로시 아즈너    | 콜린 클라이브, 빌리 버크                |
| 1933 | 모닝 글로리         | Morning Glory          | 에바 러브레이스     | 로웰 셔먼        | 더글라스 페어뱅크스 주니어, 아돌프 멘주 |
| 1933 | 작은 아씨들         | Little Women           | 조세핀 마치         | 조지 큐커        | 조안 베넷, 폴 루카스                    |
| 1934 | 스핏파이어          | Spitfire               | 트리거 힉스         | 존 콘월          | 로버트 영                               |
| 1934 | 리틀 미니스터       | Little Minister        | 바비                | 리처드 월리스    | 존 빌                                   |
| 1935 | 브레이크 오브 허츠  | Break of Hearts        | 콘스탄스 데인       | 필립 멜러        | 찰스 보이어                             |
| 1935 | 앨리스 아담스       | Alice Adams            | 앨리스 아담스       | 조지 스티븐스    | 프레드 맥머레이                         |
| 1935 | 실비아 스칼렛       | Sylvia Scarlett        | 실비아 스칼렛       | 조지 큐커        | 캐리 그랜트, 에드먼드 그웬              |
| 1936 | 스코틀랜드의 메리   | Mary of Scotland       | 메리 스튜어트       | 존 포드          | 프레드릭 마치                           |
| 1936 | 우먼 레벨스         | A Woman Rebels         | 파레마 디스레웨이트 | 마크 샌드리치    | 허버트 마샬                             |
| 1937 | 퀄리티 스트리트     | Quality Street         | 포브 스로셀         | 조지 스티븐스    | 프랑초트 톤                             |
| 1937 | 스테이지 도어       | Stage Door             | 테리 렌델           | 그레고리 라 카바 | 진저 로저스, 아돌프 멘주                |
| 1938 | 베이비 길들이기     | Bringing Up Baby       | 수산 반스           | 하워드 혹스      | 캐리 그랜트                             |
| 1938 | 어떤 휴가           | Holiday                | 린다 세튼           | 조지 큐커        | 캐리 그랜트                             |
| 1940 | 필라델피아 스토리   | The Philadelphia Story | 트레이시 로드       | 조지 큐커        | 캐리 그랜트, 제임스 스튜어트, 루스 허시 |
| 1942 | 올해의 여성         | Woman of the Year      | 테스 하딩           | 조지 스티븐스    | 스펜서 트레이시                         |
| 1942 | 키퍼 오브 더 프레임 | Keeper of the Frame    | 크리스틴 포레스트   | 조지 큐커        | 스펜서 트레이시                         |
| 1943 | 스테이지 도어 캔틴  | Stage Door Canteen     | 캐서린 헵번 (본인)  | 프랭크 보재지    | 셰릴 워커, 윌리엄 테리                  |
| 1944 | 드래곤 시드         | Dragon Seed            | 제이드              | 잭 콘웨이        | 앨리스 맥머혼                           |